# Surak
Surak is een fictieve figuur uit Star Trek.
Surak is bekend als de grondlegger van de logische Vulcan-maatschappij. In een tijd waar Vulcan op het punt stond vernietigd te worden door oorlogen kon Surak steeds meer invloed winnen met zijn filosofie van logica: gevoelens (die aan de basis lagen van de nucleaire bijna-vernietiging van de Vulcan maatschappij) moesten koste wat kost worden onderdrukt in het voordeel van logica. Later zou die periode in de Vulcan geschiedenis bekend worden als de 'Awakening' (rond de 4de eeuw van onze tijdrekening).
Surak kon de essentie van zijn persoonlijkheid (Katra) voor zijn dood overbrengen in een relikwie, waar het later door Syran en later T'Pau werd gebruikt om Vulcan terug naar de essentie van de leer van Surak te leiden.